# (831) Stateira
(831) Stateira – planetoida z pasa głównego asteroid.

## Odkrycie
Została odkryta 20 września 1916 roku w Landessternwarte Heidelberg-Königstuhl w Heidelbergu przez Maxa Wolfa. Nazwa pochodzi od Statejry, żony króla Persji Artakserksesa II, która zginęła otruta przez swoją teściową Parysatis. Przed nadaniem nazwy planetoida nosiła oznaczenie tymczasowe (831) 1916 AA.

## Orbita
(831) Stateira okrąża Słońce w ciągu 3 lat i 107 dni w średniej odległości 2,21 au. Planetoida należy do rodziny planetoidy Flora nazywanej też czasem rodziną Ariadne.